# أغوستينو كا
أغوستينو كا (بالبرتغالية: Agostinho Cá‏) هو لاعب كرة قدم برتغالي في مركز الوسط، ولد في 24 يوليو 1993 في بيساو في غينيا بيساو. شارك مع منتخب البرتغال تحت 17 سنة لكرة القدم ومنتخب البرتغال تحت 19 سنة لكرة القدم ومنتخب البرتغال تحت 20 سنة لكرة القدم. أما مع النوادي، فقد لعب مع سبورتينغ لشبونة ونادي برشلونة أتلتيك ونادي برشلونة ونادي جيرونا ونادي ستومبراس.

## وصلات خارجية
- أغوستينو كا على موقع الاتحاد الأوربي (الإنجليزية)
- أغوستينو كا على موقع قاعدة بيانات كرة القدم.إي يو (الإنجليزية)
- أغوستينو كا على موقع Soccerway.com (الإنجليزية)
- أغوستينو كا على موقع عالم كرة القدم.نت (الإنجليزية)
- أغوستينو كا على موقع AS.com (الإسبانية)
- أغوستينو كا على موقع GSA (الإنجليزية)